# Шевченко Олександр Оксеньтійович
Олекса́ндр Оксе́ньтійович Шевче́нко (нар. 26 червня 1937, радгосп «Партизани», Сімферопольський район, Крим — 15 січня 2016, Київ) — український учений-правознавець, доктор юридичних наук, професор кафедри історії права і держави Київського національного університету імені Тараса Шевченка. Член політичної партії Всеукраїнське об'єднання «Свобода».

## Освіта
Київський університет імені Тараса Шевченка, історично-філософський факультет (1960–1965). Кандидатська дисертація «Політика США на Близькому Сході (1961–1968 рр.)» (1972). Докторська дисертація «Механізм формування і реалізації зовнішньої політики США і СРСР (історико-юридичне порівняльне дослідження)» (1995).

## Кар'єра
Працював асистентом Дніпропетровського державного університету, перекладачем з англійської мови на будівництві Хелуанського металургійного комбінату в Єгипті. 1968–1971 — аспірант кафедри історії міжнародних відносин і зовнішньої політики СРСР, з лютого 1971 — асистент, доцент, з січня 1988 — професор катедри теорії та історії держави і права Київського університету імені Тараса Шевченка.
З 12 грудня 2012 — народний депутат України 7-го скликання від партії Всеукраїнське об'єднання «Свобода», № 5 в списку. Член Комітету Верховної Ради у закордонних справах, член Постійної делегації у Парламентській асамблеї Ради Європи.

## Наукові праці
1. Історія держави і права зарубіжних країн: хрестоматія / О. О. Шевченко. - К. : Вентурі, 1995. - 176 с. - ISBN 5-7707-9051-2
2. Шевченко Олександр Оксеньтійович. Механізм формування і реалізації зовнішньої політики США і СРСР (історико- юридичне порівняльне дослідження): Дис. д-ра юрид. наук: 12.00.01 / Київський ун-т ім. Т.Г.Шевченка. — К., 1995. — 339с.
3. Історія українського права : навч. посіб. для вищ. навч. закл. / І. А. Безклубий [та ін.] ; за ред. д-ра юрид. наук, проф. І. А. Безклубого ; Київ. нац. ун-т ім. Т. Шевченка. - К. : Грамота, 2010. - 336 с. (у співавторстві).